# Rositsa Dimitrova
Rositsa Dimitrova (búlgaro: Росица Димитрова) (21 de febrero de 1955) es una exjugadora de voleibol de Bulgaria. Fue internacional con la Selección femenina de voleibol de Bulgaria. Compitió en los Juegos Olímpicos de Moscú 1980 en los que ganó la medalla de bronce y jugó cuatro partidos.